# Giovanni Battista Azzola
Giovanni Battista Azzola (Desenzano al Serio, 1614 – Albino, 1689) è stato un pittore italiano del tardo manierismo  attivo principalmente nella bergamasca.

## Biografia
Nato a Desenzano al Serio, frazione di Albino poté iniziare i suoi studi sulla prospettiva a Brescia nella bottega di Ottavio Viviani. Il primo pagamento per lavori di affrescatura è documentato nel 1649 per dipinti nel palazzo Moroni di Bergamo, lavori realizzati in collaborazione con il figurista cremonese Gian Giacomo Barbelli.

Iniziò poi un percorso lavorativo lungo le località della val Seriana: nel 1960 dipinse per la chiesa di San Pietro del suo paese natale il coro, e sempre ad Albino nel santuario Madonna del Pianto affrescò la volta nonché la volta e alcune zone delle pareti della chiesa prepositurale. Vi sono documentati anche pagamenti per la realizzazione di pitture nella chiesa albinese di Santa Maria della Ripa.
La sua attività proseguì con la decorazione della volta e del coro della chiesa di Sant'Andrea di Bergamo in via Porta Dipinta nel 1665. Questi dipinti si persero nella ricostruzione del 1840 su progetto dell'Ferdinando Crivelli. Raggiunse quindi una certa notorietà, anche grazie alla sua duttilità interpretativa, che gli consentì di avere altre committenze sia nei palazzi di Bergamo, con la decorazione di soffitti e sale, comprese le abitazioni dei conti Moioli, nonché quella dei conti Zanchi ad Alzano Lombardo. Probabilmente sono sue le decorazioni nella villa Albini di Cenate Sotto, e il castello della famiglia Martinengo Colleoni a Cavernago.

Sempre nella parte alta di Bergamo dipinte a fresco, pareti e volte, del palazzo dei nobili Carrara, nell'antica via San Cassiano poi via Donizetti.
Dal 1666 al 1684 eseguì lavori presso la corte di Panna per Maria Anna d'Asburgo dove probabilmente dimorò e dipinse molte opere nei giardini dell'Escoria, facendo poi ritorno in patria dove risulta nel 1664 eseguì due dipinti di prospettive a olio per il conte Giacomo Carrara. Un dipinto doveva essere terminato il 7 luglio come risulterebbe da una lettera dell'Azzola.
Giovanni Battista Azzola nel 1689, pur in avanzata età, stava ancora lavorando, e mentre affrescava parte di un'abitazione di Albino, cadde malamente da un ponteggio arrivando a morire pochi giorni dopo. Due personaggi a lui vicini Bernardo e Pierantonio, avevano il medesimo cognome, ma non vi è conferma che fossero suoi figli, forse solo collaboratori della sua bottega. Visse ad Albino gli ultimi anni a fianco della moglie Santa Merani.